# Site patrimonial remarquable

Logo pour un site patrimonial remarquable.

Un site patrimonial remarquable est, en droit français, le site d'une ville, d'un village ou d'un quartier dont la conservation, la restauration, la réhabilitation ou la mise en valeur présente, au point de vue architectural, archéologique, artistique ou paysager, un intérêt public.
Ce classement a le caractère juridique d'une servitude d'utilité publique affectant l'utilisation des sols. Créé par la loi du 7 juillet 2016, ce classement se substitue aux secteurs sauvegardés, aux zones de protection du patrimoine architectural, urbain et paysager (ZPPAUP) et aux aires de mise en valeur de l'architecture et du patrimoine (AVAP).

## Origine
La création de ce classement repose sur plusieurs motivations :
- une simplification en remplaçant les divers dispositifs existants par un seul ; la loi simplifie également le régime des travaux aux  abords des monuments historiques et au sein des sites patrimoniaux remarquables ;
- l'articulation  des compétences entre l'État et les collectivités locales ;
- favoriser l'attractivité des territoires ;
- mettre en valeur et préserver les sites ;
- faciliter la protection des abords des monuments historiques[3].

## Procédure
Le classement résulte d'une décision du ministre de la Culture, après avis de la Commission nationale du patrimoine et de l'architecture, après enquête publique et après consultation des communes concernées. Le classement précise le périmètre concerné.
Les sites patrimoniaux remarquables se substituent aux anciens dispositifs de protection existants — les secteurs sauvegardés, les zones de protection du patrimoine architectural, urbain et paysager (ZPPAUP) et les aires de mise en valeur de l’architecture et du patrimoine (AVAP) — qui ont été automatiquement transformés par la loi.

## Conséquences du classement
Un plan de sauvegarde et de mise en valeur (PSMV) peut être établi. Il nécessite des enquêtes détaillées, des études approfondies et une réflexion collégiale entre les services de la commune et ceux de l'État (régie par une charte de coopération). Ce plan est ainsi élaboré, révisé ou modifié en concertation avec l'architecte des bâtiments de France. Il veille à la cohérence du projet de plan avec l'objectif de conservation, de restauration, de réhabilitation et de mise en valeur du site.
Ce PSMV reprend les dispositions générales du dispositif Malraux pour les secteurs sauvegardés.
Lorsqu'il n'existe pas un tel plan, il est établi un « plan de valorisation de l'architecture et du patrimoine (PVAP) » (anciennement dénommé AVAP).
Une « commission locale du site patrimonial remarquable » est mise en place. Elle est composée de représentants locaux permettant la représentation de la ou des communes concernées, de représentants de l’État, de représentants d'associations ayant pour objet la protection, la promotion ou la mise en valeur du patrimoine et de personnalités qualifiées. Elle est consultée sur les plans et peut émettre des propositions.
Le plan de valorisation de l'architecture et du patrimoine a le caractère de servitude d'utilité publique. Il comprend :
- Un rapport de présentation des objectifs du plan, fondé sur un diagnostic comprenant un inventaire du patrimoine et des éléments paysagers sur le périmètre couvert par le plan ;
- Un règlement comprenant :
  - Des prescriptions relatives à la qualité architecturale des constructions neuves ou existantes, notamment aux matériaux ainsi qu'à leur implantation, leur volumétrie et leurs abords ;
  - Des règles relatives à la conservation ou à la mise en valeur du patrimoine bâti et des espaces naturels ou urbains ;
  - La délimitation des immeubles, espaces publics, monuments, sites, cours et jardins, l'identification des plantations et mobiliers urbains à protéger et à conserver, à mettre en valeur ou à requalifier pour des motifs d'ordre culturel, historique ou architectural et les prescriptions permettant d'assurer leur conservation ou leur restauration ;
  - Un document graphique faisant apparaître le périmètre couvert par le plan, une typologie des constructions, les immeubles protégés, bâtis ou non, dont la conservation, la restauration, la mise en valeur ou la requalification est imposée et, le cas échéant, les conditions spéciales relatives à l'implantation, à la morphologie, aux dimensions des constructions et aux matériaux du clos et couvert.

## Nombre de sites patrimoniaux remarquables
En juillet 2016, ont été définis plus de 800 sites patrimoniaux remarquables dont :
- 473 zones de protection du patrimoine architectural, urbain et paysager (décembre 2005),
- 97 secteurs sauvegardés (en 2006) pour une superficie totale de plus de 6 000 hectares.